# Peperomia callana
Peperomia callana är en pepparväxtart som beskrevs av Hutchison och Pino. Peperomia callana ingår i släktet peperomior, och familjen pepparväxter. Inga underarter finns listade i Catalogue of Life.